# Sollefteå (commune)
La commune de Sollefteå est une commune suédoise du comté de Västernorrland. 21 207 personnes y vivent. Son chef-lieu se situe à Sollefteå.

## Localités principales
- Junsele
- Långsele
- Näsåker
- Österforse
- Ramsele
- Sollefteå